# Augustin Hirschvogel
Augustin Hirschvogel (1503 - febrero de 1553) fue un artista, matemático y cartógrafo alemán conocido principalmente por sus grabados. Sus treinta y cinco pequeños grabados de paisajes, realizados entre 1545 y 1549, le aseguraron un lugar en la Escuela del Danubio, un círculo de artistas en la Baviera y Austria del siglo XVI. 

## Vida
Comenzó a trabajar en su lugar de nacimiento, Nuremberg, donde su padre, Veit Hirschvogel el viejo (1461-1525) le enseñó a pintar sobre vidrio y fue el pintor oficial de vidrieras de la ciudad. En 1525, Nuremberg aceptó la Reforma protestante, poniendo fin a los lujosoas encargos de vitrales. El taller de Veit el viejo estaba dirigido por el hermano mayor de Augustin, Veit; su padre murió el mismo año. El joven Hirschvogel tenía su propio taller hacia 1530, y pronto formó una sociedad con los alfareros Oswald Reinhart y Hanns Nickel. 

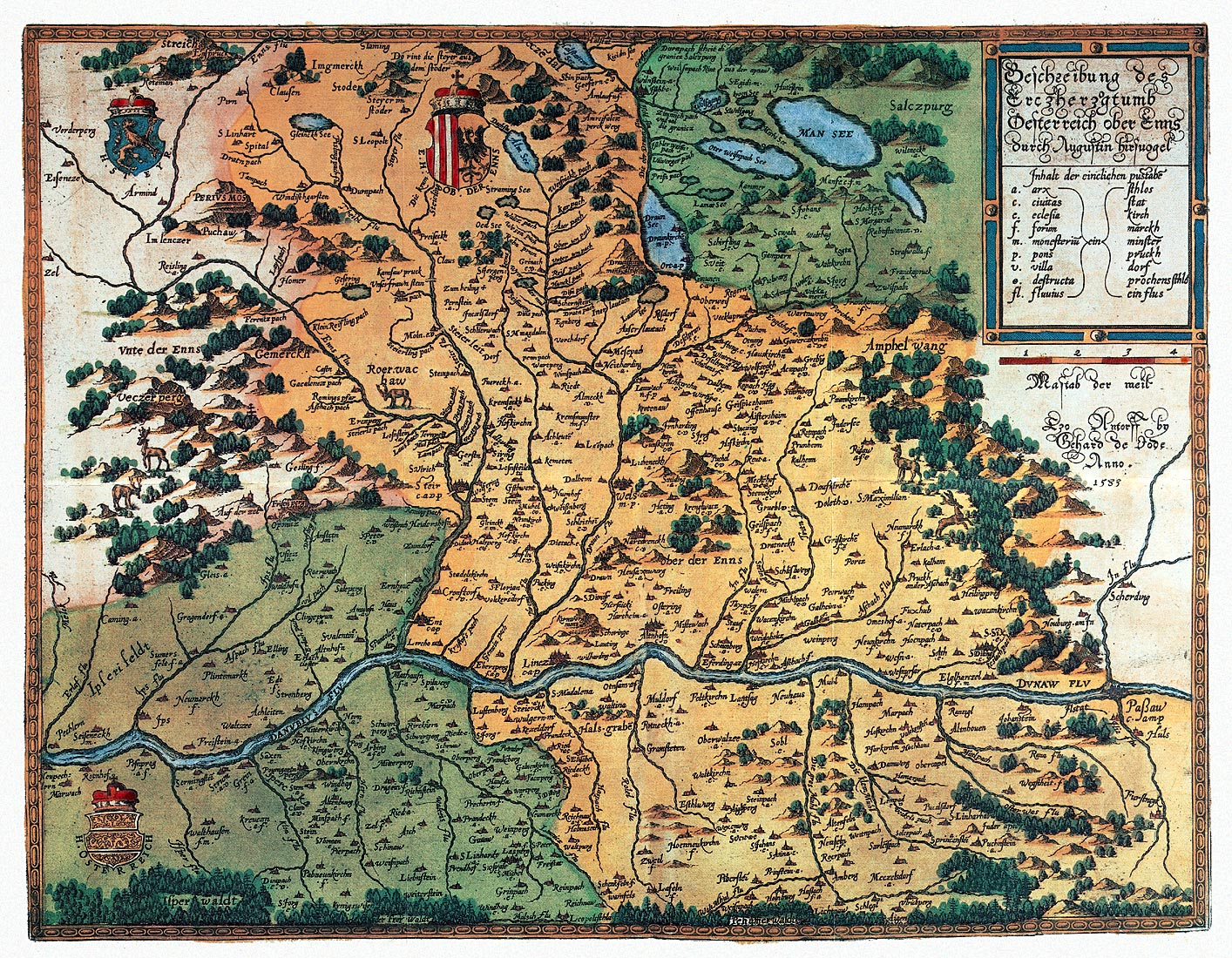
Mapa de Austria, 1542.

Hirschvogel se fue en 1536 a Laibach (el nombre alemán de Ljubljana en la actual Eslovenia ), y regresó a Nuremberg en 1543. Durante este período produjo su primera obra conocida como cartógrafo: mapas de las fronteras turcas (1539) y de Austria (1542), esta última hecha para Fernando I. Sus encargos de libros de armería (para Franz Igelshofer y Christoph Khevenhüller) demuestran que había estado en contacto con la Corte Imperial de Viena en 1543. 
Con su traslado a Viena en 1544, prestó sus servicios a la ciudad, los tribunales y la ciudadanía. La ciudad lo contrató en 1547 para que realizara diseños de bastiones, para crear vistas grabadas de Viena y para realizar un plano de la ciudad después del asedio de Viena. Estas ideas fueron las primeras que se representaron de acuerdo con la escala, y el plano circular de la ciudad fue el primero producido por triangulación, un sistema de agrimensura que desarrolló Hirschvogel. El consejo de Viena lo envió para explicar su trabajo a Fernando I en Praga y a Carlos V en Augsburgo; Fernando le concedió una pensión de 100 gulden por ello. 
Murió en Viena en 1553.

## Trabajos

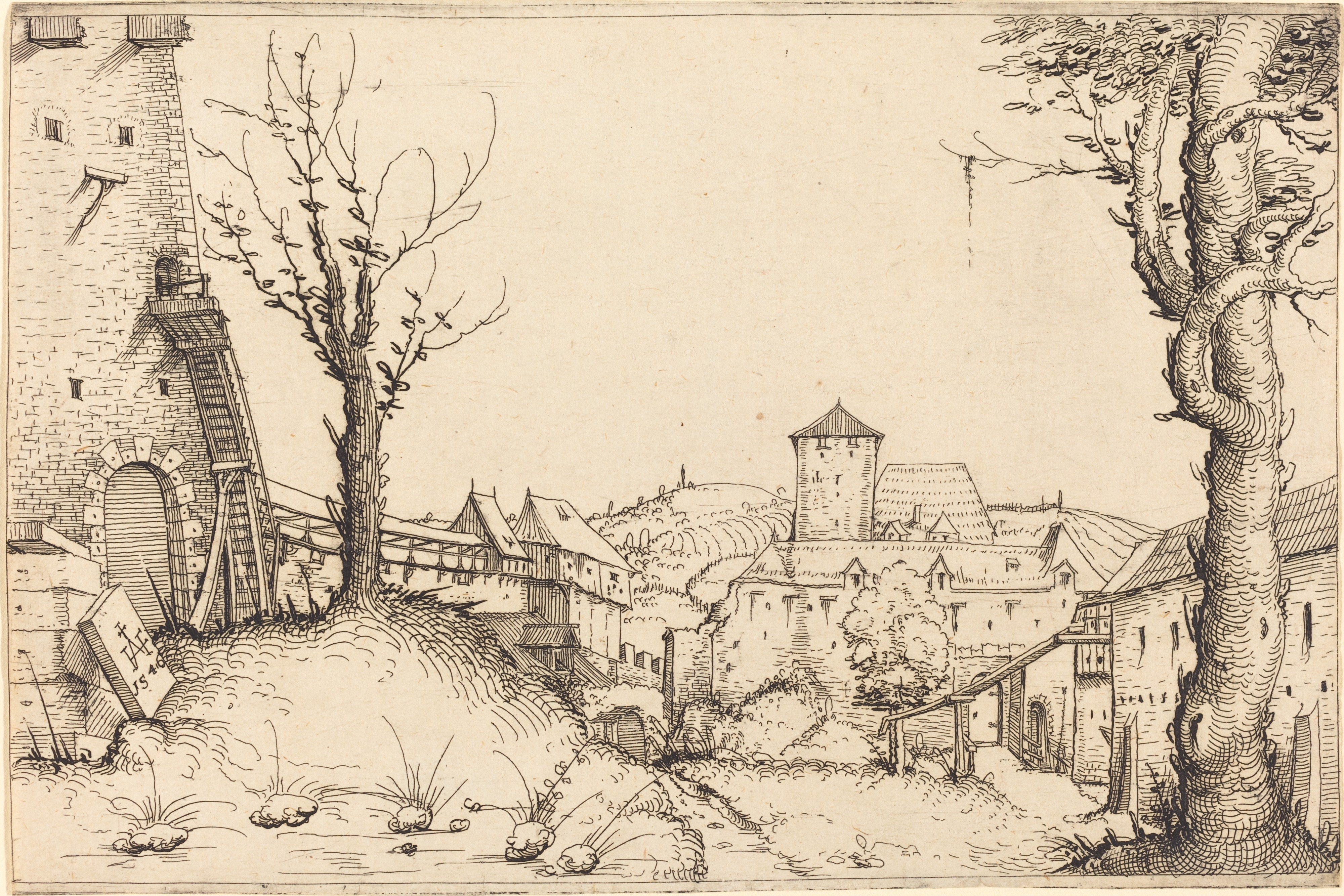
Patio del castillo, c. 1546. Grabado, 140 × 213 mm, Galería Nacional de Arte, Washington.

Hirschvogel retomó el grabado al final de su carrera, y casi todas sus impresiones datan de la última década de su vida, cuando residió en Viena. Sus grabados, que suman alrededor de 300, "reflejan su preocupación por los problemas del espacio, la forma y el adorno italiano", e incluyen retratos, cartografía y ornamentación de libros. Fue uno de los primeros grabadores en utilizar placas de cobre en lugar de hierro. Contribuyó con 23 grabados a la edición de Sigismund von Herberstein de Rerum Moscoviticarum Commentarii ( Notas sobre asuntos moscovitas ), y más de 100 ilustraciones del Antiguo y Nuevo Testamento para los versos del reformador húngaro Péter Perényi (1502–48). Una serie de 53 escenas de caza para vidrieras son de autoría cuestionable, pero Peters afirma que son de Hirschvogel. A Hirschvogel se le atribuye el retrato auténtico del médico suizo Paracelso, pero esta atribución no es segura.
Sus paisajes de pluma y tinta han sido descritos como "fuertes pero ligeros, seguros pero delicados". La falta de sombra en sus paisajes contribuye a un ambiente tranquilo e idílico. Se le atribuyen casi 100 dibujos; es probable que algunos no sean suyos, pero son similares en estilo a su trabajo o al de Wolf Huber. Su arte muestra la influencia de Alberto Durero, Albrecht Altdorfer, Sebald Beham, Hans Burgkmair y Agostino del Musi, algunos de los cuales proporcionaron diseños al taller de su padre. 